# Черкавщина

Церква Успіння Пресвятої Богородиці (1732)

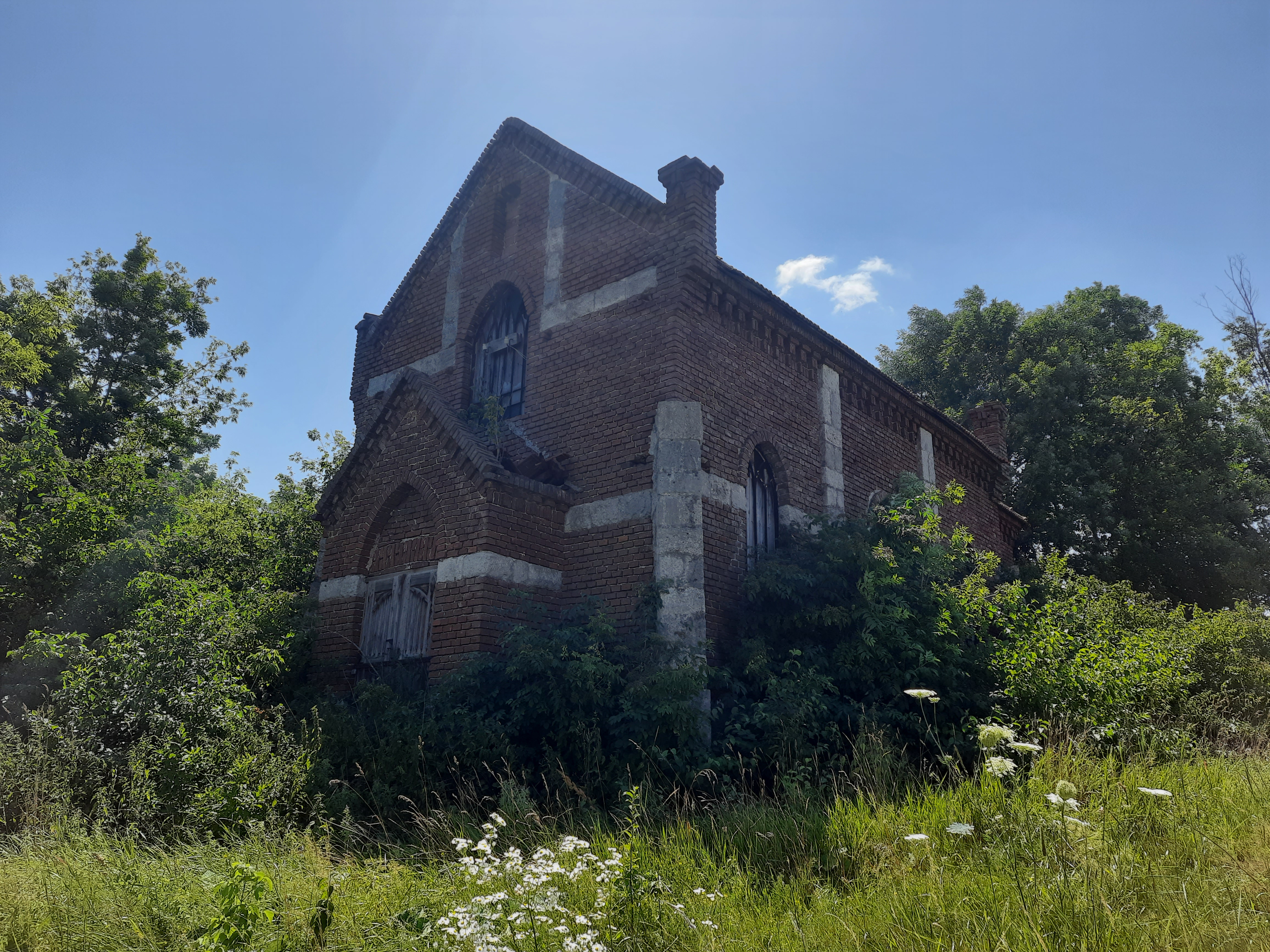
Римсько-католицька каплиця (1930-ті)

Черка́вщина — село в Україні, у Нагірянській сільській громаді Чортківського району Тернопільської області. Було підпорядковане колишній Староягільницькій сільській раді. До села приєднано хутір Травна.

## Географія

### Розташування
Розташоване на берегах р. Черкаська (права притока Серету, басейн Дністра), за 11 км від районного центру; залізнична зупинка на лінії Тернопіль–Чернівці. У селі струмок Травний впадає у річку Черкаську.

### Місцевості
- Травна — хутір приєднаний до с. Черкавщина, розташований за 1 км від нього. 1952 р. на хуторі 2 будинки 9 жителів.

## Історія

### Середньовіччя, Новий Час
Перша письмова згадка датована 1453 роком.
Відомо, що 1785 р. в селі проживало 118 мешканців.

### XX століття
У селі 1900 року — 348 жителів, 1910—381, 1921—396, 1931—425; у 1921 року — 78, 1931 — 94 двори.
1906 р. засновано одно класну школу з польською мовою навчання (вчителі Теодор Фриз та Іван Цибульський) а шкільні приміщення зведено перед Другою світовою війною.
Під час Першої світової війни до Леґіону УСС зголосився мешканець села студент Краківської академії мистецтв Юліан Назарак (нар. 1893), який став автором популярних слів стрілецьких пісень «Хлопці, алярм!», «Слава, слава, отамане!», «Нема в світі кращих хлопців» та інших; нагороджений двома медалями за хоробрість; після поранення переведений в австрійську армію, загинув на фронті у 1916 році.
Під час німецько-радянської війни загинули або пропали безвісти у Червоній армії:
- Василь Баранюк (нар. 1909),
- Павло Винник (нар. 1904),
- Микола Витайло (нар. 1911),
- Микола Король (нар. 1904),
- Іван Кравчук (нар. 1908),
- Михайло Мельник (нар. 1919),
- Йосип Романюк (нар. 1913),
- Ярослав Смеричинський (нар. 1913).

В УПА воювали Олекса Божегора, Іван Винник, Яків Гевко, Павло Заліпа, Василь, Йосип і Ярослав Іванціви, Михайло й Петрунелія Королі, Петро Кулій, Павло Кучарський, Петро Максимишин, Іван Павлинів, Петро Пелехатий, Іван Тильний та інші місцеві жителі.
12 червня 2020 року, відповідно до розпорядження Кабінету Міністрів України № 724-р «Про визначення адміністративних центрів та затвердження територій територіальних громад Тернопільської області» увійшло до складу Нагірянської сільської громади.
19 липня 2020 року, в результаті адміністративно-територіальної реформи та ліквідації Чортківського району (1940—2020), увійшло до складу новоутвореного Чортківського району.
З 1 грудня 2020 року Черкавщина належить до Нагірянської сільської громади.

## Релігія
- церква Успіння Пресвятої Богородиці (УГКЦ; дерев'яна; 1732; перевезена в 1936 р. із с. Тудорова (нині Гусятинського району).[5]

У селі зберігся римсько-католицька каплиця (1930-ті).

## Пам'ятки
У селі насипано символічну могилу Борцям за волю України.
- встановлено
  - пам'ятник Юліанові Назараку (24 серпня 2014)[7].

## Населення
| 348 | 381 | 396 | 425 | 102 | 89 |

## Соціальна сфера
У селі був фільварок родини Ожаровських.
Діяли читальня «Просвіти», філії товариств «Сільський господар», «Рідна школа» та інших; кооператива «Згода».
Нині діють клуб, ФАП, торговий заклад.

## Відомі люди

### Народилися
- Юліан Назарак (1893—1916) — український поет, художник.